# NOS 조르날
《NOS 조르날》(네덜란드어: NOS Journaal)는 네덜란드의 뉴스 프로그램이다.